# Ferdinando Petruccelli della Gattina
Ferdinando Petruccelli della Gattina (Moliterno, 28 agosto 1815 – Parigi, 29 marzo 1890) è stato un giornalista, scrittore, patriota e politico italiano.
Prolifico scrittore di idee liberali e anticlericali, spesso anticonformista, fu un esule del governo borbonico a seguito dei moti insurrezionali del 1848. Visse principalmente tra Francia e Inghilterra; la sua attività pubblicistica fu apprezzata e divulgata in diversi paesi europei. Considerato un precursore del giornalismo moderno, egli inaugurò anche il filone letterario del romanzo parlamentare, che denuncia il malcostume della politica italiana, con I moribondi del Palazzo Carignano.

## Biografia

### Formazione
Figlio di Luigi, medico iscritto alla Carboneria, e Maria Antonia Piccininni, nobildonna di Marsicovetere, il suo nome all'anagrafe era Ferdinando Petruccelli e aggiunse al suo cognome "della Gattina" (denominazione di un podere di sua proprietà, chiamato appunto "la Gattina") per sviare le ricerche della polizia borbonica che lo perseguitava per motivi politici. Sin da piccolo, sviluppò un profondo anticlericalismo. La sua avversione religiosa iniziò a quattro anni, quando venne affidato alla nonna materna, decisamente bigotta.
In adolescenza, lo zio Francesco, medico di Gioacchino Murat e uno dei fondatori delle prime logge massoniche in Basilicata, lo condusse nella pensione dell'arciprete Cicchelli di Castelsaraceno. L'esperienza con Cicchelli, uomo estremamente severo, lo sconvolse ancor di più. In seguito, frequentò il seminario dei gesuiti a Pozzuoli, sotto monsignor Rossini, noto per i suoi metodi educativi molto ferrei. Per la festa di San Luigi, ogni alunno doveva lasciare sull'altare una lettera al protettore degli studenti. Ferdinando lasciò la sua in cui chiedeva di essere liberato dal vescovo. Rossini, dopo aver letto la sua lettera, lo rinchiuse in una camera di isolamento; in seguito, Ferdinando fu cacciato dall'istituto.
Durante la sua adolescenza, Petruccelli si dedicò assiduamente allo studio del latino, che scriveva correttamente, e del greco. Successivamente, frequentò l'Università di Napoli, conseguendo la laurea in medicina ma la sua vocazione giornalistica gli farà intraprendere nuove strade. Nel 1838 esordì scrivendo alcuni articoli per l'Omnibus e, nel 1840, viaggiò in Francia, Gran Bretagna e Germania come corrispondente per i giornali Salvator Rosa e Raccoglitore fiorentino e aderì alla massoneria. Nel 1843, pubblicò Malina da Taranto, la sua prima opera, in origine denominata Giovanna II. Nel 1846 fu arrestato per essere iscritto alla Giovine Italia e fu mandato sotto sorveglianza nel suo paese natale.

### Moti liberali
Tornato a Napoli nel 1848, venne eletto deputato al parlamento costituzionale per il distretto di Melfi e assunse la direzione del giornale Mondo vecchio e mondo nuovo, in cui si distinse per le sue parole vivaci ed esplicite. Benché fosse uno dei giornali più diffusi e apprezzati dal pubblico, si guadagnò critiche furenti sia da esponenti filomonarchici (Giacinto de' Sivo lo considerò «un lurido giornalicchio»), sia da alcuni liberali come Vittorio Imbriani che, anni dopo, lo definirà «giornalaccio, che fece infinito male a Napoli», ma fu anche ricordato da Luigi Settembrini come «velenosissimo, tra quei giornali che con le loro voci ed ingiurie facevano tremare il Ministero».
Gli articoli di Petruccelli erano pieni di invettive contro la dinastia borbonica, accusata di malgoverno sia in politica interna che estera ma anche nei confronti di alcuni liberali come Vincenzo D'Errico, Pasquale Amodio, Gerardo Branca, Pasquale Scura e Gaetano Manfredi. D'Errico fu il suo bersaglio principale, poiché questi, dopo la promulgazione della Costituzione, volle dedicare un monumento al re Ferdinando II nella piazza di Potenza. Per Petruccelli, non bastava solamente la concessione dei diritti costituzionali ma avvertiva anche la necessità di un diverso approccio ideologico ai problemi politici del momento. Dopo aver cambiato nome diverse volte (Un altro mondo, Il Finimondo, Così va il mondo) e, per i frequenti attacchi alla corona, il giornale fu soppresso dalla magistratura.
Con la sospensione della costituzione da parte del re, Petruccelli (che lo definì «pulcinella sanguinario») fu tra i partecipanti della sommossa napoletana del 1848, i cui avvenimenti vennero da lui concretizzati nell'opera La rivoluzione di Napoli del 1848 (1850). Inoltre, guidò i moti dello stesso anno in Calabria, insieme a Costabile Carducci e partecipò alle lotte contadine con Benedetto Musolino. Fallite le rivolte e ricercato con una taglia di 6.000 ducati, visse in clandestinità per circa un anno tra Calabria, Basilicata e Cilento, dopodiché decise di rifugiarsi in Francia. Fu processato in contumacia, condannato alla pena capitale e alla confisca dei beni.

### Esilio e rientro
Il soggiorno francese contribuì ad allargare la sua formazione politico-culturale, grazie ai contatti con molti pensatori liberali. Frequentò corsi alla Sorbona e al Collège de France, si dedicò alla letteratura francese e inglese e soprattutto al giornalismo, facendosi conoscere ed apprezzare. In Francia venne chiamato affettuosamente Pierre Oiseau de la Petite Chatte, traduzione approssimata del suo nome. Le amicizie con Jules Simon e Daniele Manin (il quale apprezzò l'interventismo appassionato di Mondo vecchio e Mondo nuovo a favore della Repubblica di San Marco), lo aiutarono ad entrare nel mondo giornalistico francese.
Svolse attività di corrispondente per varie testate francesi e belga come La Presse, Journal des débats, Indépendance Belge, Liberté, Paris Journal, Revue de Paris, Revue française, Libre recherche, Courrier Français, Cloche, Petite Presse, Courrier de Paris. Fu elogiato da Alphonse Peyrat, direttore de La Presse, il quale disse: «Ci è impossibile non esprimere la meraviglia, che sempre proviamo nel vedere uno straniero scrivere la nostra lingua con naturalezza, chiarezza e facilità, rare anche tra noi».
Nel 1851 riprese la lotta politica, combattendo assieme ai repubblicani francesi contro il colpo di stato di Luigi Napoleone Bonaparte (il futuro imperatore Napoleone III) ma, sfumata l'insurrezione, fu espulso dalla Francia. Anni dopo, Petruccelli ricorderà la sua esperienza rivoluzionaria nell'opera Memorie del colpo di stato del 1851 a Parigi (1880). Lasciata la capitale francese si spostò a Londra, dove entrò in contatto con Giuseppe Mazzini, Louis Blanc, Lajos Kossuth e altri esuli democratici. In Gran Bretagna continuò l'attività giornalistica, lavorando per il The Daily News di Charles Dickens e altri giornali come The Daily Telegraph e Cornhill Magazine. Nel 1859 fu corrispondente della Seconda guerra di indipendenza, seguendo le truppe di Napoleone III.
Tornò in Italia durante l'impresa dei Mille, seguendo Giuseppe Garibaldi, sempre come corrispondente, attraverso la Calabria fino all'ingresso trionfale a Napoli. Proclamato il Regno d'Italia, si candidò in politica e, nel 1861, fu eletto deputato nel collegio di Brienza. In questo periodo, egli dichiarò sul giornale Unione che la figura di Carlo Poerio (tra l'altro detestato da Petruccelli) venne sfruttata per ingigantire le accuse nei confronti di Ferdinando II in modo da screditarlo agli occhi di tutta l'Europa, sostenendo che persino il politico inglese William Gladstone avesse esasperato le condizioni delle prigioni napoletane per rovinare la sua reputazione all'estero.
Eletto deputato, si trasferì a Torino, allora sede del parlamento italiano, sedendo ai banchi della sinistra radicale fino al 1865. Rimase, tuttavia, molto amareggiato per come fu concepita la nuova Italia e perse l'entusiasmo che l'aveva caratterizzato inizialmente. Questo rammarico si tradurrà ne I moribondi del Palazzo Carignano (1862), uno dei suoi componimenti più famosi, considerato da Luigi Russo «un piccolo capolavoro di arte e di critica politica» e da Indro Montanelli «la perla della nostra memorialistica del tempo». Nell'opera l'autore delineò, in chiave ironica e sarcastica, i profili dei suoi colleghi parlamentari ma espresse, soprattutto, la sua frustrazione nei confronti della nuova classe politica che, secondo il suo pensiero, aveva tradito i valori patriottici dedicandosi esclusivamente al soddifacimento della propria cupidigia.
Dal 1874 al 1882 fu deputato del collegio di Teggiano (SA). La sua attività politica fu contrassegnata sempre dal suo spirito caustico e irrequieto. Non approvò la formula “Vittorio Emanuele II re d'Italia per grazia di Dio”, né quella di Cavour “Libera Chiesa in libero Stato”. Tra le sue attività parlamentari va ricordata la ferma opposizione alla Convenzione di settembre siglata dall'allora primo ministro Marco Minghetti e da Napoleone III, che prevedeva il ritiro dell'esercito francese dallo Stato Pontificio, il quale non sarebbe stato attaccato dal Regno d'Italia bensì protetto dal governo italiano in caso di minacce esterne.
Petruccelli bollò la politica estera italiana con la Francia come una «politica di ciambellani»; accusò il monarca francese di titubanza nei confronti del papa e del regno d'Italia, invitando il governo a fare guerra contro la Santa Sede con tutti i mezzi e rivolgendo anche parole drastiche a Pio IX. Le sue posizioni suscitarono forti polemiche da parte degli organi di stampa pontifici, come La Verità e La Civiltà Cattolica, che lo giudicò un "bestemmiatore" e uno «scrittore di romanzacci immorali».
Petruccelli non è tuttavia da considerare in toto anticlericale: egli non trascurò l'emancipazione del basso clero, sostenendo la necessità di garantirgli pari diritti a quelli di un comune cittadino, come il matrimonio e la libertà professionale, e di renderlo indipendente dalle gerarchie ecclesiastiche. Inoltre sostenne la laicità dell'insegnamento, pene severe contro il briganti (ma, allo stesso tempo, provvedimenti che alleviassero la miseria delle popolazioni del Mezzogiorno), lo sviluppo ferroviario nelle zone meridionali e lo del traffico commerciale con l'Oriente, individuandone in Bari il punto strategico.

### Tra Francia e Italia
Nel frattempo, Petruccelli collaborò per diverse testate e riviste italiane, come L'Unione, L'Opinione, Fanfulla della domenica, Cronaca bizantina e Nuova Antologia. Nel 1866, fu corrispondente di guerra del Journal des Débats durante la Terza guerra di indipendenza, raccontando le vicende in ogni minimo dettaglio senza risparmiare particolari angosciosi e macabri. I suoi servizi giornalistici, soprattutto riguardanti la battaglia di Custoza, furono acclamati da personalità come Ernest Renan e Jules Claretie; quest'ultimo, su Le Figaro del dicembre 1895, lo ricordò come un «uomo diabolico» a cui «bisognava tagliarne le frasi mordenti o feroci, attenuare, velarne il pensiero».
Nel 1868 si sposò con la scrittrice inglese Maude Paley-Baronet, che conobbe a Londra nel 1867, e nel 1873 si trasferì con lei in Francia, vivendo per lo più a Parigi. Nel 1867 pubblicò in Francia Memorie di Giuda (in Italia uscirà nel 1870), romanzo altamente provocatorio che lo rese ancor più inviso al clero (La Civiltà Cattolica lo definì «libraccio infame» e l'autore «sporco romanziere»), trovò problemi di distribuzione in suolo francese e in Germania fu considerato da una testata tedesca "il libro più audace del secolo".
Dopo la mancata convalidazione della sua candidatura nel collegio di Acerenza, Petruccelli fu inviato della guerra franco-prussiana (1870), raccontando gli eventi dalle barricate parigine e, dopo la caduta della Comune di Parigi, venne espulso dalla Francia su ordine di Adolphe Thiers (contro il quale rivolse parole mordenti) per aver preso le difese dei comunardi ma sarà in grado di ritornare qualche anno dopo grazie ad amicizie influenti. Tornato in Italia, fu deputato del collegio di Teggiano dal 1874 fino al 1882. Sedette ancora nelle file della sinistra, sebbene non si iscrisse ad alcun gruppo parlamentare. Nel 1875, sostenne l'abolizione della Legge delle Guarentigie, che disciplinava rapporti tra Italia e Santa Sede, riconoscendo a quest'ultima alcuni beni e privilegi.
Nel 1880, Petruccelli conobbe Giustino Fortunato, il quale nella sua giovinezza lesse assiduamente le sue opere e le sue corrispondenze ed era ricordato da suo padre come un "Robespierre redivivo". Visse il resto della sua vita afflitto da una paralisi che gli impedì di scrivere ma, con l'aiuto dalla sua consorte, fu in grado di continuare la sua attività.
Morì a Parigi il 29 marzo 1890 e la sua salma fu cremata. Dopo la sua morte, il consiglio comunale di Napoli era intenzionato a trasportare, a sue spese, le ceneri del giornalista nella città partenopea, per collocarle nel quadrato degli uomini illustri del cimitero di Poggioreale. La moglie rifiutò e le sue ceneri furono tumulate a Londra per volontà dello stesso Petruccelli.
Quando era in vita, disse una volta:

## Opere principali

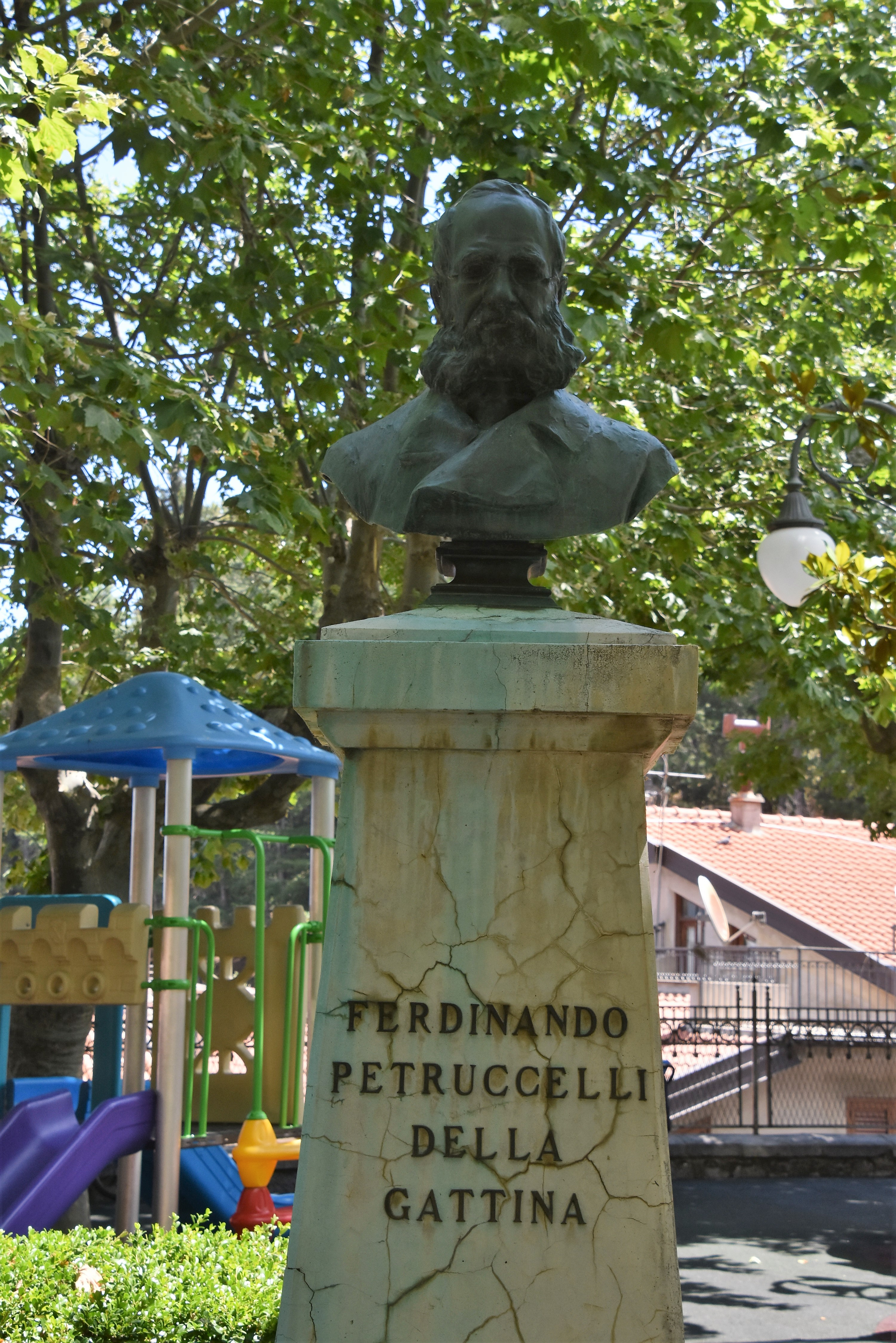
Monumento a Petruccelli della Gattina, Moliterno

Spregiudicato, controverso sia in vita che dopo, fu elogiato da autori come Luigi Capuana, Salvatore Di Giacomo e Indro Montanelli (che lo considerò il «più brillante giornalista italiano dell'Ottocento» e le sue cronache «incanterebbero per la loro freschezza e modernità»); fu aspramente criticato da Vittorio Imbriani e Benedetto Croce mentre Luigi Russo ne apprezzò il lavoro giornalistico, ma rivolse alcune critiche ai suoi romanzi.
I romanzi di Petruccelli sono connotati, infatti, come già notavano Croce e Russo, da un'accesa passionalità e da una vena polemica e anticlericalista che spinge l'autore a caricare i toni polemici, a partire dal primo, Malina di Taranto (1843), per esprimersi soprattutto in opere come Ildebrando (1847), Il Re dei Re, rifacimento dell'Ildebrando (4 voll., 1864) e le Memorie di Giuda (1870). Allo stesso filone storico appartengono le ultime prove narrative.
Di carattere contemporaneo e autobiografico sono Le notti degli emigranti a Londra (1872), Il sorbetto della regina (1872),  Il re prega (1874), Le larve di Parigi (1877) e I suicidi di Parigi (1878).
Squisitamente politiche, tra narrativo, storico e pamphlettistico sono opere come La rivoluzione di Napoli del 1848 (1850), Storie arcane del pontificato di Leone XII, Gregorio XVI e Pio IX (1861), il noto I moribondi del Palazzo Carignano (1862), Histoire diplomatique des conclaves (4 voll., 1864-66), Pie IX, sa vie, son règne, l'homme, le prince, le pape (1866), Il concilio (1869), Gli incendiari della Comune (1872), Memorie del colpo di Stato del 1851 a Parigi (1880), I fattori e i malfattori della politica europea contemporanea (2 voll., 1881-84), Storia d'Italia dal 1866 al 1880 (1881), Storia dell'idea italiana (1882), Memorie di un ex deputato (1884) e I pinzoccheri (2 voll., 1892).